# AT & S
 (décembre 2022).
AT & S (Austria Technologie & Systemtechnik AG) est une entreprise autrichienne qui fabrique des circuits imprimés et des circuits intégrés pour l'industrie des communications mobiles, l'électronique automobile, l'électronique industrielle et les technologies médicales.
L'entreprise est cotée à la bourse de Vienne.

## Historique
AT&S a été fondée en 1987.